# Marius Müller-Westernhagen
Marius Müller-Westernhagen, född 6 december 1948 i Düsseldorf, är en tysk rockmusiker och skådespelare. Med 11,2 miljoner sålda musikalbum (fram till 2010) är han en av de framgångsrikaste tyska musikerna i kategorin rock/pop.
Westernhagen var redan 1965 röstskådespelare i den tyska radioteaterversionen av Vicke Viking som producerades av TV-bolaget WDR. Han hade där huvudrollen som Vicke.
Westernhagen lärde sig själv gitarrspelet och började under senare 1960-talet i en musikband. Han flyttade under början av 1970-talet tillsammans med sin flickvän till Hamburg och bodde där i ett hus tillsammans med flera andra musiker och artister som Udo Lindenberg och Otto Waalkes. Huset är känt som Villa Kunterbunt (tyska för: Villa Villekulla).
1975 utkom Westernhagens första musikalbum, Das erste Mal. De första tre albumen påminde i stilen mer om chanson. Det ändrade sig 1978 med albumet Mit Pfefferminz bin ich dein Prinz som bara innehöll rocklåtar. Albumet blev redan efter 1,5 år en guldskiva med 25 000 sålda exemplar.
Westernhagen deltog i flera musikfestivaler som Rock am Ring. Samtidigt är han aktiv som skådespelare i tyska bio- och TV-filmer. Han mottog 2001 Bundesverdienstkreuz.